# Douvrin
Douvrin je francouzská obec v departementu Pas-de-Calais v regionu Hauts-de-France. V roce 2011 zde žilo 5 000 obyvatel. Je centrem kantonu Douvrin.

## Sousední obce
La Bassée (Nord), Billy-Berclau, Haisnes, Hulluch, Salomé (Nord), Wingles

## Vývoj počtu obyvatel
Počet obyvatel 